# إريك فاسكيز (لاعب كرة قدم)
إريك فاسكيز (بالإنجليزية: Eric Vasquez)‏ هو لاعب كرة قدم أمريكي في مركز الوسط، ولد في 18 نوفمبر 1982 في ميامي في الولايات المتحدة. لعب مع كولومبوس كرو.

## وصلات خارجية
- إريك فاسكيز (لاعب كرة قدم) على موقع الدوري الأمريكي (الإنجليزية)
- إريك فاسكيز (لاعب كرة قدم) على موقع قاعدة بيانات كرة القدم.إي يو (الإنجليزية)